# Menthogonus badhami
Menthogonus badhami är en insektsart som beskrevs av Capener 1968. Menthogonus badhami ingår i släktet Menthogonus och familjen hornstritar. Inga underarter finns listade i Catalogue of Life.